# Ніколаос Пластірас
Ніколаос Пластірас (грец. Νικόλαος Πλαστήρας; 8 листопада 1883 — 26 липня 1953) — грецький військовий та політичний діяч, генерал, міністр закордонних справ 1950 року, тричі обіймав посаду прем'єр-міністра країни. Учасник білого руху в Україні.

## Життєпис
Син Христоса Пластіраса й Стергіани Карайоргії, народився в селі Морофовуні, поблизу міста Кардиця 1883 року.
Після закінчення гімназії 1904 року вступив до лав збройних сил та служив у 5-му піхотному полку в місті Трикала, де отримав чин до унтерофіцера. 1905 року брав участь у боротьбі за Македонію. Був активним членом «Союзу унтерофіцерів», який ставив собі за мету оздоровлення армії, та одночасно «Армійського союзу» офіцерів та брав участь у виступах 1909 року в Гуді. 1910 року вступив до офіцерської школи на острові Корфу, яку закінчив 1912-го у званні молодшого лейтенанта.
Видатний воїн, який прославився своєю особистою хоробрістю під час греко-турецької війни 1919–1922 років, проявив себе в кількох битвах й отримав прізвисько «Ма́врос Кавала́ріс» (укр. Чорний вершник).
Після поразки Греції у війні разом з іншими офіцерами — прибічниками Венізелоса влаштував переворот проти короля Костянтина I та його уряду. Військовий уряд перебував при владі до січня 1924, коли передав повноваження обраним Національним зборам, які надалі проголосили Другу Грецьку Республіку. У міжвоєнний період Пластірас залишався відданим прибічником Венізелоса та республіканцем. Намагаючись запобігти посиленню впливу монархічної Народної партії та реставрації монархії, організував дві спроби державного перевороту (1933 та 1935). Обидві вони були невдалими, що змусило його виїхати у вигнання до Франції.
Під час окупації Греції країнами Осі за часів Другої світової війни був номінальним лідером групи опору — Національної грецької демократичної ліги (ΕΔΕΣ), хоч і перебував у Марселі. Після визволення Греції повернувся на батьківщину, де тричі отримував пост глави уряду, перебуваючи на центристській платформі й часто виступаючи в коаліції з Ліберальною партією. У той час він намагався залікувати розкол у грецькому суспільстві, спричинений тривалою громадянською війною, але безуспішно.